# Tue ce drum Pierre Bouchard
Tue ce drum Pierre Bouchard est le premier album du groupe Gros Mené, un projet parallèle de Fred Fortin. Le second album du groupe, Agnus Dei, est paru 13 ans plus tard, le 16 octobre 2012, sur l'étiquette Grosse Boîte.

## Contexte
Enregistré dans un chalet de Saint-Félicien, dans la région du Lac St-Jean, au Québec, l'album Tue ce drum Pierre Bouchard parait le 6 avril 1999 entre les deux premiers albums solo de Fortin et introduit un son plus expérimental. Pour Gros Mené, l'auteur-compositeur-interprète s'adjoint les services du guitariste Olivier Langevin, ce qui marque le début d'une longue collaboration entre les deux musiciens. On retrouve également dans Gros Mené le batteur Michel Dufour, ancien batteur des Colocs. Le jeune fils de Fred Fortin « chante » sur la dernière pièce de l'album : Saku Koivu. Le Pierre Bouchard qui prête son nom au titre de l'album est un batteur qui contribue à moins de la moitié des pièces du disque.
Cet album fut le premier à paraître sur étiquette La Tribu.

## Liste des morceaux
| No  | Titre                       | Durée |
| --- | --------------------------- | ----- |
| 1.  | Ski-doo                     |       |
| 2.  | Constipé                    |       |
| 3.  | Gros Mené                   |       |
| 4.  | Garage                      |       |
| 5.  | Yamaha                      |       |
| 6.  | Pawnshop                    |       |
| 7.  | Marcel                      |       |
| 8.  | Stonefly                    |       |
| 9.  | Panache                     |       |
| 10. | Maman chérie                |       |
| 11. | Dépanneur                   |       |
| 12. | Graine                      |       |
| 13. | Monsieur le fermier         |       |
| 14. | Poisson                     |       |
| 15. | Bobette                     |       |
| 16. | Plotte                      |       |
| 17. | Tue ce drum Pierre Bouchard |       |
| 18. | Saku Koivu                  |       |